# Kim Bo-kyung (actrice)
Dans ce nom coréen, le nom de famille, Kim, précède le nom personnel.
Pour les articles homonymes, voir Kim Bo-kyung (homonymie).
Kim Bo-kyung (en coréen : 김보경), née le 3 avril 1976 à Busan et où elle est morte le 2 février 2021, est une actrice sud-coréenne de cinéma et de télévision, principalement connue pour ses rôles dans les films Friend (2001), R. U. Ready? (2002), Epitaph (en) (2007) et Matins calmes à Séoul (2011),,,,,,,.

## Biographie
Kim Bo-kyung étudie le théâtre à l'Institut des arts de Séoul, puis commence sa carrière d'actrice en 1995 à la télévision avec New Generation Report: Adults Don't Know. Elle débute au cinéma avec Naked Being en 1998, puis Friend (2001). Elle est active jusqu'en 2014, année de sortie de son dernier film. Elle meurt d'un cancer le 2 février 2021

### Vie privée
Kim Bo-kyung est chrétienne. Elle est mariée à un homme d'affaires depuis 2012.

## Filmographie

### Au cinéma
| Année | Titre                           | Rôle                          | Notes                                |
| ----- | ------------------------------- | ----------------------------- | ------------------------------------ |
| 1998  | Naked Being                     | Yu-ri                         |                                      |
| 2001  | Friend                          | Jin-sook                      |                                      |
| 2002  | R. U. Ready?                    | Dan Joo-hee                   |                                      |
| 2003  | Sword in the Moon               | Kim Shi-young                 |                                      |
| 2003  | Wonderful Day                   |                               | court-métrage                        |
| 2004  | My Little Bride                 | Ji-soo                        |                                      |
| 2006  | Blue Sky                        | Lee Chung-ah                  |                                      |
| 2007  | Before the Summer Passes Away   | So-yeon                       |                                      |
| 2007  | Epitaph (en)                    | Kim In-young                  |                                      |
| 2007  | Milky Way Liberation Front (en) | Eun-kyeong                    |                                      |
| 2009  | Paju                            | Jung Ja-young                 |                                      |
| 2009  | After the Banquet (en)          | Han Seong-joo                 |                                      |
| 2011  | Matins calmes à Séoul           | Kyung-jin/Ye-jeon             |                                      |
| 2012  | Horror Stories (en)             | Mère de Seon-yi (caméo vocal) | Passage « Don't Answer to the Door » |
| 2014  | Hard Day                        | Ex-femme                      |                                      |

### À la télévision
| Année | Titre                                      | Rôle            | Réseau de diffusion |
| ----- | ------------------------------------------ | --------------- | ------------------- |
| 1995  | New Generation Report: Adults Don't Know   |                 | KBS1                |
| 1999  | Invitation                                 |                 | KBS2                |
| 2000  | Drama City (en) : « Double Feature »       |                 | KBS2                |
| 2001  | School 4                                   | Kim Yu-ri       | KBS2                |
| 2003  | MBC Best Theater : « Flower »              | Noh Yoo-kyung   | MBC                 |
| 2003  | Span Drama : « Our Happy Days of Youth »   |                 | MBC                 |
| 2004  | MBC Best Theater : « Commuter Train Love » | In-ae           | MBC                 |
| 2004  | Drama City : « Dr. Love »                  | Dr. Love        | KBS2                |
| 2005  | Drama City : « Mother's Song »             | Kim Ji-ah       | KBS2                |
| 2005  | Drama City : « Second First Love »         | In-joo          | KBS2                |
| 2005  | Pocket Drama Warrior                       | Gyu-yeon        | DMB                 |
| 2006  | MBC Best Theater : « Take Care, Youth »    | Bo-ri           | MBC                 |
| 2007  | Behind the White Tower                     | Kang Hee-jae    | MBC                 |
| 2007  | Kimcheed Radish Cubes (en)                 | Seo Ji-hye      | MBC                 |
| 2007  | One Thousand and One Nights                | Tara            | OCN                 |
| 2008  | Spotlight (en)                             | Lee Joo-hee     | MBC                 |
| 2010  | Drama Special : « After the Opera »        | Choon-hee       | KBS2                |
| 2012  | Drama Special : « Amore Mio »              | Han Soo-young   | KBS2                |
| 2012  | It Was Love                                | Choi Seon-jeong | MBC                 |

## Récompenses et nominations
| Année | Prix                           | Catégorie                             | Œuvre nommée          | Résultat   |
| ----- | ------------------------------ | ------------------------------------- | --------------------- | ---------- |
| 2001  | 22e Blue Dragon Film Awards    | Meilleur espoir féminin               | Friend                | Nomination |
| 2007  | 3e Festival du film de Pierson | Meilleure actrice                     | Epitaph               | Lauréat    |
| 2012  | 21e Buil Film Awards           | Meilleure actrice dans un second rôle | Matins calmes à Séoul | Nomination |